# Ancien Monde

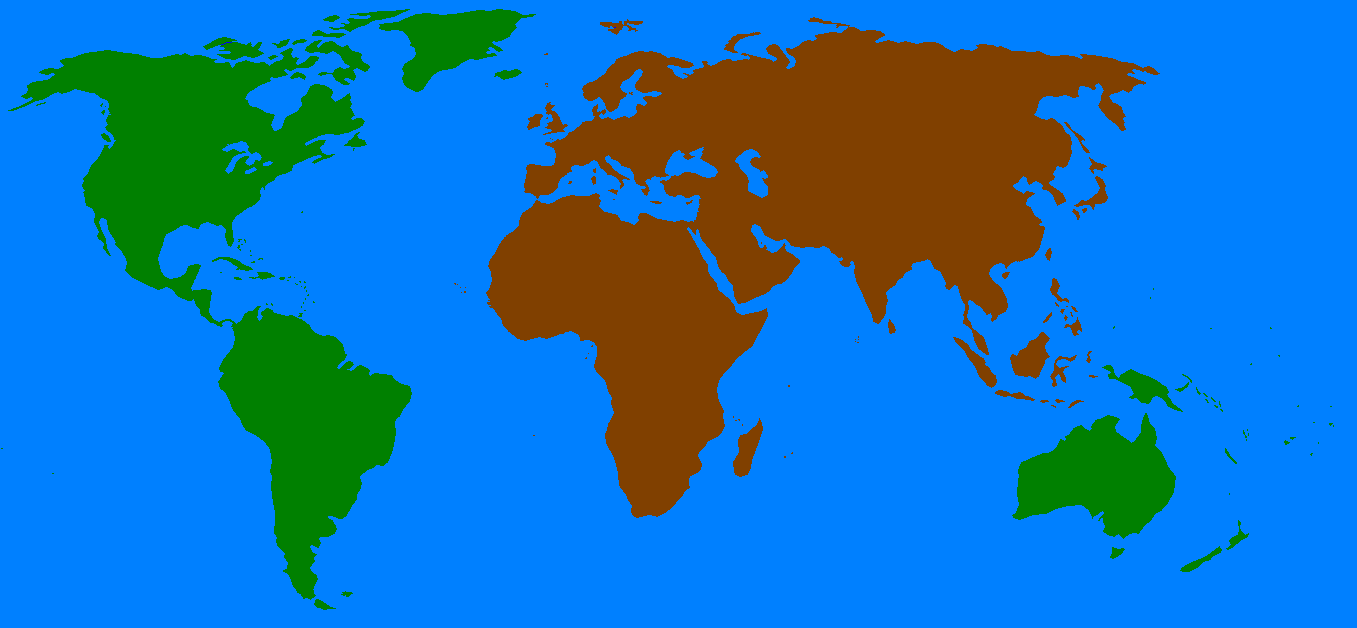
L'Ancien Monde en brun, le Nouveau Monde en vert.

L'Ancien Monde ou Vieux Monde est la partie du monde connue par les Européens depuis l'Antiquité, avant les voyages de Christophe Colomb : l'Europe, l'Asie et le nord de l'Afrique, par opposition au Nouveau Monde : les Amériques.

## Géographie
L'Ancien Monde désigne les zones connues par les Européens avant la découverte de l'Amérique par Christophe Colomb. Ces zones couvrent environ l'Europe, l'Asie et le nord de l'Afrique.

## Cartographie
Il existe dès l'Antiquité des représentations cartographiques du monde connu, qui sera désigné comme l'Ancien Monde après la découverte du Nouveau Monde.

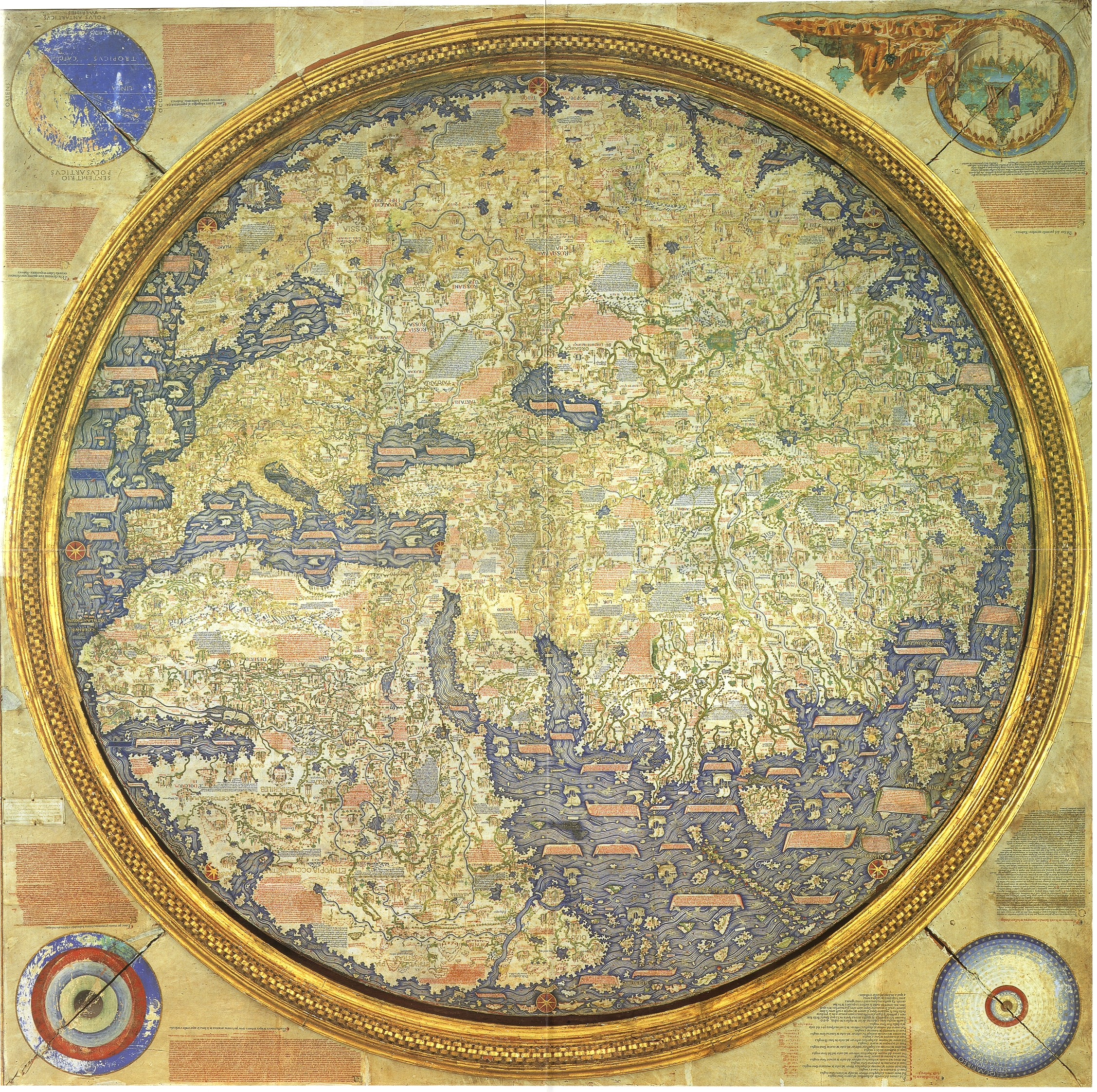
La carte de Fra Mauro (1459).
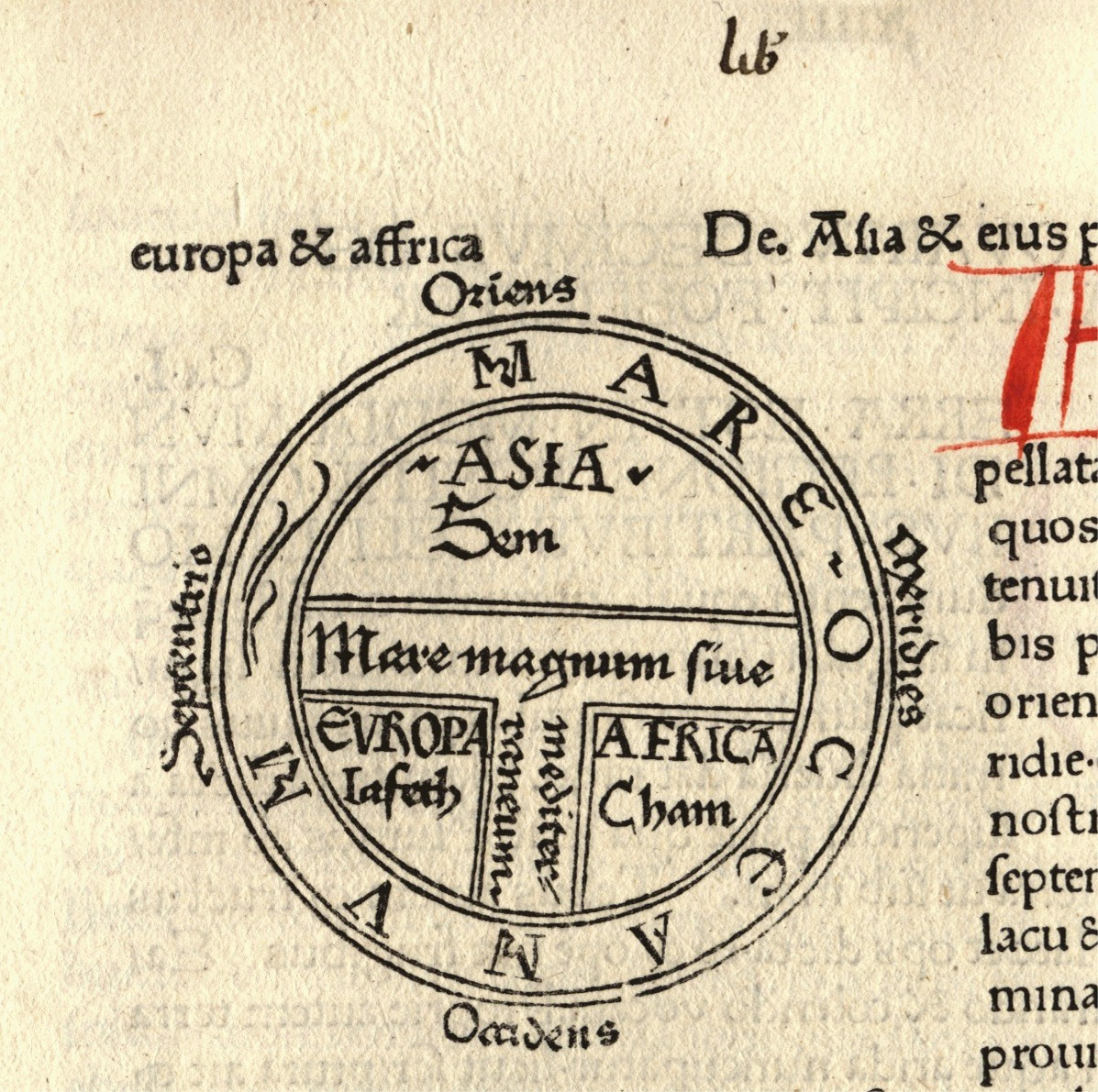
Carte du « monde connu » (d'Etymologiae d'Isidore de Séville, 1472).

Le cartographe italien Fra Mauro cartographia l’Ancien Monde en 1459, avec une précision surprenante. Il fut nommé « geographicus incomparabilis ». C’est sans doute l’image la plus précise que l'on avait de la Terre avant la découverte du Nouveau Monde par Christophe Colomb.
On constate néanmoins que la carte en T, qui symbolise le Monde connu au Moyen Âge, subsiste encore en 1472.